# Nieciecz (sielsowiet Tarnowszczyzna)
Nieciecz (biał. Няцеч, Niaciecz; ros. Нетечь, Nietiecz) – wieś na Białorusi, w obwodzie grodzieńskim, w rejonie lidzkim, w sielsowiecie Tarnowszczyzna.
Znajduje tu się zabytkowy kościół rzymskokatolicki z 1715. Siedziba rzymskokatolickiej parafii św. Michała Archanioła.

## Historia
W Rzeczypospolitej Obojga Narodów leżała w województwie wileńskim, w powiecie lidzkim. Odpadła od Polski w wyniku III rozbioru.
W XIX i w początkach XX w. wieś i folwark położone w Rosji, w guberni wileńskiej, w powiecie lidzkim, w gminie Bielica.
W dwudziestoleciu międzywojennym leżała w Polsce, w województwie nowogródzkim, w powiecie lidzkim, w gminie Bielica. W 1921 miejscowość liczyła 292 mieszkańców, zamieszkałych w 51 budynkach, wyłącznie Polaków. 290 mieszkańców było wyznania rzymskokatolickiego i 2 prawosławnego.
Po II wojnie światowej w granicach Związku Sowieckiego. Od 1991 w niepodległej Białorusi.